# امین واصف
محمد امین بن مصطفی واصف (۱۸۷۶–۱۹۲۸م) حقوق‌دان و پژوهشگر ادبی و فلسفی مصری و معاون مصطفی کامل بود که به‌ویژه در ترسیم نقشه‌های تاریخی کشورهای اسلامی پژوهید. فرائد التعلیقات فی شرح قانون العقوبات، مناهج الأدب، اصول فلسفه، معجم الخریطة التاریخیة للممالک الإسلامیة که آن را الفهرست نامید، از آثار اوست.